# Alphonsus de Guimaraens Filho
Afonso Henriques de Guimarães Filho, conhecido literariamente como Alphonsus de Guimaraens Filho (Mariana, 3 de Junho de 1918 - Rio de Janeiro, 28 de Agosto de 2008) foi um poeta brasileiro, filho do notável poeta simbolista Alphonsus de Guimaraens.

## Percurso Biográfico
Bacharel em Ciências Jurídicas e Sociais na Faculdade de Direito da Universidade Federal de Minas Gerais, em Belo Horizonte, em 1940. No mesmo ano foi publicado seu primeiro livro de poesia, Lume de Estrelas, pelo qual recebeu o Prêmio de Literatura da Fundação Graça Aranha e Prêmio Olavo Bilac da Academia Brasileira de Letras. Na época, trabalhava na Rádio Inconfidência, serviço de Rádio-Difusão do Estado. 
Em 1946 publicou Poesias; e também a Antologia da Poesia Mineira - Fase Modernista; seguiram-se A Cidade do Sul (1948), Poemas Reunidos, 1935/1960 (1960), Antologia Poética (1963). Em 1962 foi eleito membro da Academia Marianense de Letras. Em 1974, conquistou o Prêmio Luísa Cláudio de Sousa, pelo livro Absurda Fábula (1973). Em 1985, ganhou o Prêmio Jabuti de Poesia, pelo livro Nó (1984). A obra de Alphonsus de Guimaraens Filho é situada pela crítica como integrante da terceira geração do Modernismo. Também ocupou a cadeira nº 4 da Academia Mineira de Letras.
Encontra-se colaboração da sua autoria na revista luso-brasileira Atlântico .

## Atividades Literárias e Culturais
- 1937/1946 - Belo Horizonte MG - Trabalho na Rádio Inconfidência (Serviço de Rádio-Difusão do Estado)
- 1940 - Belo Horizonte MG - Publicação de Lume de Estrelas, primeiro livro de poesia
- 1941 - Belo Horizonte MG - Reingressa no jornalismo no jornal católico O Diário
- 1955/1974 - Organizador de antologias de poetas como Antologia da Poesia Mineira - Fase Modernista, Antero de Quental, Alphonsus de Guimaraens, Augusto Frederico Schmidt e Gonçalves Dias

## Homenagens, Títulos e Prêmios
- 1941 - Rio de Janeiro RJ - Prêmio de Literatura da Fundação Graça Aranha e Prêmio Olavo Bilac da Academia Brasileira de Letras, pelo livro Lume de Estrelas
- 1951 - Prêmio Manuel Bandeira, pelo livro O Irmão, concedido pelo Jornal de Letras
- 1953 - Belo Horizonte MG - Prêmio de Poesia Cidade de Belo Horizonte, pelo livro O Mito e o Criador, concedido pela Prefeitura
- 1962 - Mariana MG - Eleito membro da Academia Marianense de Letras
- 1974 - Rio de Janeiro RJ - Prêmio Luísa Cláudio de Sousa, pelo livro Absurda Fábula, concedido pelo Pen Clube do Brasil
- 1976 - Rio de Janeiro RJ - Decreto denominando Lume de Estrelas uma rua no bairro do Méier
- 1985 - São Paulo SP - Prêmio Jabuti de Poesia, pelo livro Nó, concedido pela Câmara Brasileira do Livro.

## Falecimento
O poeta Alphonsus de Guimaraens Filho morreu em decorrência de uma Pneumonia e de complicações referentes ao Mal de Parkinson no Rio de Janeiro.